# Peridontopyge flavisolea
Peridontopyge flavisolea är en mångfotingart som beskrevs av Carl Graf Attems 1927. Peridontopyge flavisolea ingår i släktet Peridontopyge och familjen Odontopygidae. Inga underarter finns listade i Catalogue of Life.